# 吉田義朗
吉田 義朗（よしだ よしろう、1952年-）は、日本障害者カヌー協会会長。

## 来歴
京都市出身。
中学の時に警察が学生を暴行しているのを見てから反権力思想を持つようになった。
京都市立洛陽工業高等学校（現・京都工学院高等学校）在学中に起きた成田空港予定地の代執行（第一次）に触発され、三里塚闘争に参加した。
強制収用に対抗して立て籠もるための穴を掘削中に落盤事故に遭う。ヘルメットの隙間にあった空気により生きながらえたものの、脊髄を損傷して下半身不随となる。その後、第四インターナショナル日本支部に所属していた吉田は警察の視察対象者となっただけでなく当時三里塚で対立する支援セクトに内ゲバを行っていた中核派の標的にもなり、嫌がらせ電話などを受けていた。
39歳のときにカヌーと巡り合い、その後モンベルに勤務。
障害者パドラーの草分けとして知られ、1995年に障害者カヌー協会を設立。自らも講演活動などを行う。2016年リオデジャネイロオリンピックからカヌースポーツがパラリンピック競技となったのを機に選手強化に努めている。